# Tony Sirico
Genaro Anthony "Tony" Sirico, Jr. (Nova Iorque, 29 de julho de 1942 — Fort Lauderdale, 8 de julho de 2022) foi um ator americano que foi mais notado pelo seu papel como Paulie Gualtieri na série de televisão The Sopranos, onde interpretou um mafioso - na vida real, antes de ser ator, Tony Sirico esteve de fato envolvido no crime, sendo preso 28 vezes.

## Filmografia

### Filmes
- 1974 - The Godfather: Part II
- 1978 - Hughes and Harlow: Angels in Hell
  - Fingers
  - The One Man Jury
- 1979 - Hoodium
- 1980 - Defiance
- 1981 - So Fine
- 1982 - Love & Money
- 1983 - Exposed
  - The Last Fight
- 1987 - The Galucci Brothers
  - The Pick-up Artist (filme)
  - Hello Again
- 1989 - White Hot
  - Cookie
  - Perfect Whitness
- 1990 - Catchfire
  - Goodfellas
- 1991 - 29th Street
- 1992 - Innocent Blood (filme)
  - In the Shadow of a Killer
- 1993 - New York Cop
  - Romeo Is Bleeding
- 1994 - Men Lie
  - Bullets Over Broadway
    - The Search for One-eye Jimmy
- 1995 - Dead Presidents (filme)
  - Poderosa Afrodite
  - Melissa
  - Dearly Beloved
- 1996 - Gotti (filme)
  - Everyone Says I Love You
  - Deconstructing Harry
    - Cop Land
      - The Deli
- 1998 - Mob Queen
  - Witness to the Mob
    - Celebridades
      - Vig
- 1999 - Mickey Blue Eyes
- 2000 - It Had to Be You
- 2001 - Smokin' Stoogies
- 2002 - Turn of Faith
- 2008 - The Sno Cone Stand Inc
- 2009 - Karma Calling
- 2010 - Skate
- 2012 - Jersey Shore Shark Attack
- 2013 - Nicky Deuce
  - Super Athlete
    - Zarra's Law
      - Family on Board
- 2017 - Wonder Wheel
- 2018 - Sarah Q
- 2022- Respect the Jux

### Televisão
- 1977 - Kojak
- 1982 - Police Squad!
- 1989 - Miami Vice
- 1989 - Perfect Witness
- 1996 - Cosby
- 1999-2007 - The Sopranos
- 2005 - The Fairly Oddparents - Big Daddy
- 2008 - A Muppets Christmas: Letters to Santa
- 2010 - Chuck
  - Medium
- 2013 - Lilyhammer
- 2014- Taxi Brooklyn
- 2016 - The Grinder
- 2017-2019 - American Dad